# Marsdenia mayana
Marsdenia mayana är en oleanderväxtart som beskrevs av Cyrus Longworth Lundell. Marsdenia mayana ingår i släktet Marsdenia och familjen oleanderväxter. Inga underarter finns listade i Catalogue of Life.